# Jacob Brønnum Scavenius
Jacob Brønnum Scavenius (2. april 1749 – 20. juni 1820) var en dansk godsejer.
Han blev født i Skagen i 1749 som den 9. af 11 søskende, søn af handelsmand Peder Christensen Brønnum (eller Brøndum) og Anne Ibsdatter.
I 1770 blev han student fra Aalborg Skole og kaldte sig herefter Scavenius (latin for Skagbo). Han blev volontør i Rentekammeret, indtil han i 1776 fik ansættelse som assistent i Asiatisk Kompagni i Ostindien.
Efter at have tilbragt 15 år i Bengalen vendte han i 1792 tilbage til Danmark med en stor formue, som han anvendte til køb af fast ejendom. I 1793 købte han af Lindencrone-slægten godserne Gjorslev, Erikstrup og Søholm på Stevns, og i 1798 erhvervede han Klintholm Gods på Møn. På Gjorslev vendte han økonomisk nedgang og anlagde en kridtfabrik ved Bøgeskov.
I 1793 blev han justitsråd og i 1811 etatsråd.
Han interesserede sig for matematik og litteratur og anlagde en stor bogsamling. En væsentlig del var desværre på Christiansborg Slot, da det brændte 1794 og gik derved til. Yderligere tab fra bogsamlingen skete ved en brand under det engelske bombardement i 1807.
Han blev i 1794 gift med Karine Lucie Debes (1775-1825), datter af højesteretsassessor, justitsråd Lucas Debes og Christine f. Suhr, og fik en anselig medgift. De fik børnene Peder, Lucas Frederik, der døde ung, Jacobine, der blev gift med rektor Hector Estrup ved Sorø Akademi og mor til senere konseilspræsident J.B.S. Estrup. Hector Estrup blev gift med Jacobines ældre søster Anna Christine, da Jacobine døde kun 29 år gammel. Desuden var der en yngre bror, Jacob.

## Eksterne kilder og henvisninger
- Jacob Brønnum Scavenius på gravsted.dk
- Jacob Brønnum Scavenius på Runeberg.org (Dansk biografisk leksikon)